# Fancy
Fancy, polgári nevén Manfred Alois Segieth (München, 1946. július 7. –) német italo disco énekes, dalszerző, producer. Az 1980-as évek könnyűzenei életének egyik meghatározó alakja volt, aki a mai napig aktív.

## Karrierje
Első felvételeit schlager stílusban készítette el Tess Seiges néven, mielőtt 1984-ben berobbant az italo disco műfajába a Slice Me Nice című dallal. Háromszor került a Billboard listáinak élére. Olyan slágerei születtek ezután, mint a Bolero (Hold Me In Your Arms Again), Lady of Ice, Chinese Eyes és a Flames of Love. Fancy további slágereket is írt olyan előadóknak, mint Grant Miller, Linda Jo Rizzo, Marc Buchner, The Hurricanes, Mozzart, Siegfried & Roy és Timerider, Tess vagy Ric Tess álnéven.

## Diszkográfia

### Albumok
- 1985 – Get Your Kicks [#13 Svájc, #13 Svédország]
- 1986 – Contact [#43 Svédország]
- 1988 – Flames of Love
- 1989 – All My Loving
- 1990 – Five
- 1991 – Six: Deep in My Heart
- 1995 – Blue Planet Zikastar
- 1996 – Colours of Life
- 1996 – Christmas in Vegas
- 1998 – Blue Planet (az album Blue Planet Zikastar újra kiadott bónusz változata)
- 1999 – D.I.S.C.O.
- 2000 – Strip Down
- 2001 – Locomotion
- 2004 – Voices from Heaven (az album Christmas in Vegas újra kiadott változata)
- 2008 – Forever Magic (az orosz verzió bónusz számokat tartalmazott)
- 2015 – Shock and Show (Fancy pályafutásának 30. jubileuma alkalmából)
- 2021 – Masquerade (Les Marionettes)
- 2023 – Viva La Vida

### Válogatásalbumok
- 1988 – Gold
- 1988 – Gold (Remix)
- 1991 – Hooked on a Loop (MC Promo)
- 1994 – It's Me (The Hits 1984–1994)
- 1998 – Hit Party
- 1998 – Best Of
- 2001 – Fancy for Fans
- 2003 – Best Of... Die Hits Auf Deutsch
- 2004 – Greatest Hits
- 2009 – Disco Forever
- 2009 – Hit Collection
- 2009 – I Love Fancy
- 2010 – Fancy 25th Anniversary Box (5 CD-t tartalmazó szett – az első 5 album + bónusz számok)
- 2010 – Fancy & Friends
- 2011 – Colours of The 80's

### Kislemezek
- 1984 – "Slice Me Nice" [#2 Ausztria, #7 Svédország (#2 a rádiókban), #9 Svájc, #11 Németország]
- 1984 – "Chinese Eyes" [#17 Ausztria, #9 Svájc, #9 Németország, #2 Hot Dance/Club Play USA, #82 Franciaország, #3 Svéd rádiók]
- 1984 – "Get Lost Tonight" [#19 Svájc, #31 Németország]
- 1985 – "In Shock"
- 1985 – "L.A.D.Y O."
- 1985 – "Check It Out"/"Get Your Kicks" [#13 Hot Dance/Club Play USA]
- 1985 – "Check It Out"/"Colder Than Ice"
- 1985 – "Bolero (Hold Me in Your Arms Again)" [#17 Belgium, #11 Svédország (#4 a rádiókban), #18 Hollandia, #6 Spanyolország]
- 1986 – "Lady of Ice" [#17 Svédország (#14 a rádiókban), #18 Svájc, #13 Németország]
- 1987 – "Latin Fire" [#11 Svájc, #24 Németország]
- 1987 – "Raving Queen" (csak Dániában adták ki)
- 1987 – "China Blue" [#35 Spanyolország, #50 Németország]
- 1988 – "Flames of Love" [#13 Ausztria, #14 Németország, #13 Spanyolország]
- 1988 – "Fools Cry" [#18 Németország, #15 Spanyolország]
- 1988 – "Fools Cry" (Remix)
- 1989 – "No Tears" [#44 Németország]
- 1989 – "All My Loving"/"Running Man"
- 1989 – "Angel Eyes"
- 1990 – "When Guardian Angels Cry"
- 1990 – "When Guardian Angels... Rap"
- 1991 – "Fools Cry Rap"
- 1993 – "No Way Out"
- 1993 – "Love Has Called Me Home"
- 1994 – "Long Way to Paradise"
- 1994 – "Long Way to Paradise" Remixek
- 1994 – "Beam Me Up"
- 1995 – "Again & Again"
- 1995 – "I Can Give You Love"
- 1996 – "The Big Dust" (Remix)
- 1996 – "Deep Blue Sky"
- 1996 – "Colours of Life"
- 1998 – "Flames of Love" (új verzió)
- 1998 – "Flames of Love '98"
- 1998 – "Mega-Mix '98" [#20 Németország]
- 1998 – "Slice Me Nice '98"
- 1998 – "Come Back and Break My Heart"
- 1998 – "Long Way to Paradise" (Remix '99)
- 1999 – "D.I.S.C.O. (Lust for Life)"
- 1999 – "How Do You Feel Right Now?"
- 2000 – "We Can Move a Mountain"
- 2000 – "Gimme a Sign"
- 2000 – "Megamix 2000"
- 2001 – "Na Na Na Na Hey Hey Hey Kiss Him Goodbye"
- 2002 – "Pretty Woman"
- 2003 – "Hor den Bolero" (Promo Maxi-CD)
- 2008 – "A Voice in the Dark 2008"

## Fordítás
- Ez a szócikk részben vagy egészben  a   Fancy (singer) című angol Wikipédia-szócikk fordításán alapul.  Az eredeti cikk szerkesztőit annak laptörténete sorolja fel. Ez a jelzés csupán a megfogalmazás eredetét és a szerzői jogokat jelzi, nem szolgál a cikkben szereplő információk forrásmegjelöléseként.